# Verkehrsgemeinschaft Landkreis Cloppenburg

Logo der VGC

Die Verkehrsgemeinschaft Landkreis Cloppenburg (VGC) ist ein Zusammenschluss von derzeit neun Verkehrsunternehmen im Landkreis Cloppenburg in Niedersachsen. Diese wurde am 1. Februar 1998 gegründet.

## Beteiligte Verkehrsunternehmen
- Brünemeyer Reisen und Transporte GmbH
- Feldhaus Reisen GmbH & Co. KG
- SBV Janßen GmbH & Co. KG
- Kohorst Reisen GmbH
- Krümberg-Reisen GmbH
- Bernhard Kuper Omnibusbetrieb
- Nienaber Omnibusbetrieb KG
- Schomaker Reisen GmbH & Co. KG
- Georg Wilmering GmbH & Co. KG Omnibusbetrieb

Quelle

## Weblink
- Homepage der Verkehrsgemeinschaft Landkreis Cloppenburg